# Marjan Jelenko
Marjan Jelenko, slovenski nordijski kombinatorec, * 22. julij 1991, Maribor.
Jelenko je za Slovenijo nastopil na Zimskih olimpijskih igrah 2014 v Sočiju. V nordijski kombinaciji je posamično osvojil 21. mesto.